# Ottavio Bugatti
Pour les articles homonymes, voir Bugatti.
Ottavio Bugatti, né le 25 septembre 1928 à Lentate sul Seveso et mort le 13 septembre 2016, est un footballeur international italien qui évolue au poste de gardien de but.

## Biographie

### En club
Ottavio Bugatti joue principalement en faveur du SPAL Ferrara, du SSC Naples, et de l'Inter Milan.
Il dispute avec ces trois équipes un total de 353 matchs en Serie A. Il remporte le titre de champion en 1963 et 1965 avec l'Inter.
Il participe à la Coupe des villes de foires lors de la saison 1961-1962 avec l'Inter. Il dispute un total de six matchs en Coupe d'Europe.

### En équipe nationale
Ottavio Bugatti reçoit sept sélections entre 1952 et 1958 avec l'Italie.
Il participe avec l'équipe d'Italie aux Jeux olympiques d'été de 1952. Il joue deux matchs lors du tournoi olympique, contre les États-Unis et la Hongrie.
Ottavio Bugatti joue également trois matchs rentrant dans le cadre des éliminatoires du mondial 1958.

## Palmarès
- Inter Milan
  - Championnat d'Italie
    - Vainqueur : 1963 et 1965